# Manuel Muñoz Navas
Manuel Muñoz Navas, plus connu sous le nom de Manolo, né le 5 septembre 1962 à Barcelone, est un footballeur espagnol qui jouait au poste d'attaquant dans les années 1980.

## Biographie

### En club
Manolo Muñoz rejoint les alevins du FC Barcelone en 1973 à l'âge de 11 ans. Il rejoint ensuite La Masia, le centre de formation du FC Barcelone. Il joue dans toutes les équipes de jeunes jusqu'en 1981.
De 1981 à 1983, il joue au FC Barcelone C. Ensuite, de 1983 à 1986, il joue au FC Barcelone B. Pendant cette période, il joue un total de 11 matches avec l'équipe première, dont 6 sont officiels (5 en Copa de la Liga, et 1 en Coupe UEFA lors de la saison 1980-1981, face au club matais du Sliema Wanderers).
En 1986, il est recruté par Grenade CF (D2) où il reste jusqu'en 1988. Il inscrit 12 buts en deuxième division lors de la saison 1987-1988 avec cette équipe. Il joue ensuite la saison 1988-1989 avec le RCD Majorque (D2).
En 1989, il est transféré à l'UE Figueres (D2), club où il reste jusqu'en 1991. Il signe ensuite avec le club amateur du FC Santboià. 
Manolo Muñoz met un terme à sa carrière en 1994, après avoir disputé 139 matchs en deuxième division, et inscrit 44 buts.

### En équipe nationale
Manolo est international à neuf reprises avec l'équipe d'Espagne des moins de 18 ans. Il est champion d'Europe dans cette catégorie en 1981.

## Palmarès
Avec le FC Barcelone :
- Vainqueur de la Copa de la Liga en 1986

Avec l'équipe d'Espagne des moins de 18 ans :
- Champion d'Europe en 1981